# NEF (formato de archivo)
NEF es la extensión o terminación de los nombres de archivo digital que se usan para las imágenes RAW de las cámaras Nikon.
Los archivos NEF (Nikon Electronic Format) contienen un formato de archivo RAW propio de las fotografías digitales tomadas con cámaras Nikon. Los archivos incluyen información sobre la lente, la configuración y la cámara, entre otros detalles (Exif). Los archivos RAW describen imágenes que están listas para procesar, para después imprimir o editar con editores gráficos de mapa de bits. Las imágenes de datos RAW representan los píxeles capturados por el sensor de la cámara y se consideran el equivalente a los negativos, o sea imágenes listas para ser procesadas o reveladas digitalmente. Los archivos NEF guardados en la tarjeta de memoria de la cámara pueden estar no comprimidos o comprimidos sin pérdida.